# Tangled (album van Jane Wiedlin)
Tangled is het derde soloalbum van Jane Wiedlin, bekend geworden als gitariste van de Amerikaanse new waveband The Go-Go's. Het werd op 30 mei 1990 uitgebracht door EMI en was tevens haar eerste album zonder noteringen in de Billboard-lijsten. Peter Collins produceerde alle nummers, waarvan 99 Ways samen met Andy Hill.

## Achtergrond
Nadat ze in 1988 een Amerikaanse top 10-hit scoorde met Rush Hour van he album Fur, deed Wiedlin er twee jaar over om de nummers voor Tangled te schrijven, op te nemen en uit te brengen; zonder commercieel succes weliswaar, maar toch. Het titelnummer, Tangled, beleefde al in maart 1990 zijn vuurdoop als onderdeel van de soundtrack van de romantische komedie Pretty Woman. 
Het album bracht twee singles voort; World on Fire, de eerste en officiële, werd voorzien van een semi-controversiële videoclip en was behalve Amerika in Japan en Italië verkrijgbaar. Guardian Angel werd als exclusieve 1-track-promo picturedisc uitgebracht voor airplay op de Amerikaanse radiostations; exemplaren zijn schaars geworden.
In de zomer van 1990, tijdens een Amerikaanse tournee, vertelde Wiedlin in het blad Orange Coast over het nummer Paper Heart dat oorspronkelijk door Cyndi Lauper en Richard Orange werd geschreven en waarop zij met hun toestemming een nieuwe tekst maakte. "Normaliter vind ik het niet prettig om andermans teksten te zingen omdat het moeilijk is het juiste gevoel over te brengen. Ik nam het op en het pakte fantastisch uit. Je zou niet zeggen dat het niet tegelijkertijd geschreven is." De uiteindelijke versie van Paper Heart gaat over een Wiedlins voormalige hartsvriendin, met wie ze geen contact meer heeft en die verslaafd is geraakt aan de heroïne.
Na het floppen van Tangled vertrok Wiedlin bij EMI dat volgens haar geen enkele moeite deed om het album te promoten.  In de Los Angeles Times van 12 september 1996 onthulde journalist Jon Matsumoto dat Wiedlin door het album teleurgesteld was in de muziekindustrie "Ik heb er zo een bittere namsaak aan overgehouden dat ik zoiets had van 'Ik kan het niet meer'. Ik weet dat het (verlies van steun van de platenmaatschappij) men voortdurend overkomt en dat je er niets aan kunt doen. Gelukkig verkeerde ik in de (financiële) luxe dat ik niets hoefde te doen. Een paar jaar geleden begon het weer te kriebelen en ging ik weer liedjes schrijven."

## Ontvangst
Ten tijde van de release werd het album door Orange Coast tot Wiedlins "beste soloproject tot dan toe" bestempeld, en Paper Heart tot het beste nummer. Caitlin O'Connor Creevy van de Chicago Tribune schreef over Wiedlins "uit duizenden herkenbare stem" en "het haast unieke karakter van de welbekende Go-Go's beat". Ze vond Tangled "een stuk volwassener en minder bubblegum dan (het werk van) de betreurde meidenband." Mike Boehm van de Los Angeles Times daarentegen vond de helft van het album "gepolijst en mierzoet", om daar aan toe te voegen dat de ballads waarin Wiedlin "haar breekbare Cyndi Lauper-achtige stem opzet" tot de geslaagdere momenten kunnen worden gerekend."
David Dishneau recenseerde het album voor de Daily News: "Wiedlin was de hoofdverantwoordelijke voor alles wat goed was aan de Go-Gos. Op Tangled verdedigt ze die reputatie. De tien springerige gitaarpopdeuntjes met meerstemmige dameszang liggen in het verlengde van jaren 80 Go-Gos-hits als Our Lips Are Sealed en We've Got the Beat." John Anderson schreef in Newsday dat Wiedlin een popalbum had gemaakt "geworteld in sixtiesrock en blakend van optimisme. Volhardend en onweerstaanbaar." San Jose Mercury News omschreef het the album als "waardige, boeiende pop die het elfenstemmetje met Wiedlin levendige eenvoudige gitaarpartijen combineert".
Alex Henderson van AllMusic sprak zich kritischer uit over het album. "Hoewel een uitstekend muzikante is Wiedlin een matig zangeres, en die vocale tekortkomingen worden alleen maar blootgelegd door het basale karakter van de nummers. Niets van deze gesuikerde meidenpoprock komt ook maar enigszins in de buurt van de hits van de Go-Go's, of zelfs de soloplaten van Carlisle."

## Tracklijst
| Nr. | Titel                      | Duur |
| --- | -------------------------- | ---- |
| 1.  | Rain on Me                 | 5:28 |
| 2.  | At the End of the Day      | 4:04 |
| 3.  | Guardian Angel             | 4:38 |
| 4.  | Flowers on the Battlefield | 4:24 |
| 5.  | Tangled                    | 4:45 |

| Nr. | Titel                   | Duur |
| --- | ----------------------- | ---- |
| 6.  | World on Fire           | 3:42 |
| 7.  | Paper Heart             | 4:33 |
| 8.  | Big Rock Candy Mountain | 4:25 |
| 9.  | 99 Ways                 | 4:35 |
| 10. | Euphoria                | 4:52 |

## Personeel[12]
- Jane Wiedlin – zang
- Nik Kershaw – bas, achtergrondzang (op Big Rock Candy Mountain)
- Tim Pierce – gitaar
- Steve Ferrera – drums, percussie
- Barbara Gaskin – achtergrondzang
- Andy Reynolds – keyboards

Gastmuzikanten
- Mark Goldenberg – gitaar (op Flowers on the Battlefield)
- Steve Bloomfield – gitaar (op Big Rock Candy Mountain)
- Herbie Flowers – bas (op Big Rock Candy Mountain)
- Claire Torrey, Elizabeth Lamers, Gail Lennon, Mary Cassidy, Miriam Stockley, Tessa Niles, The Amorphous Choir – achtergrondzang (op Euphoria)
- Graham Preskett – viool (op Euphoria)
- Rick Biddulph – twaalfsnaarige gitaar, bouzouki [bazookis] (op Euphoria)

Productie
- Peter Collins – producer
- Phil Chapman – technicus en mixer
- Andy Reynolds – technicus en assistent-mixer
- Gary Hellman  – technicus en assistent-mixer
- John Luongo – technicus en assistent-mixer
- Jeffrey Benet Hall – arrangement op Guardian Angel
- Scott Cutler – arrangement op Guardian Angel
- Barbara Gaskin – arrangementen achtergrondzang
- Nik Kershaw – arrangementen achtergrondzang op Big Rock Candy Mountain
- Annee Griffiths – coordinator koor op Euphoria
- Xavier Guardans – fotografie
- Vivid Information Design – grafische vormgeving

## References
1. ↑  Images for Jane Wiedlin - Tangled. Discogs.com. Geraadpleegd op 20 juni 2013.
2. ↑  Pretty Woman (1990) - Soundtracks - IMDb
3. ↑  Pretty Woman - Original Soundtrack : Songs, Reviews, Credits, Awards. AllMusic. Geraadpleegd op 20 juni 2013.
4. ↑  Jane Wiedlin - World On Fire at Discogs. Discogs.com. Geraadpleegd op 20 juni 2013.
5. ↑  Jane Wiedlin Guardian Angel (81777) at. Eil.com (28 februari 1997). Geraadpleegd op 20 juni 2013.
6. ↑  Anderson, John, "Newsday - The Long Island and New York City News Source", Pqasb.pqarchiver.com, 13 mei 1990. Gearchiveerd op 24 juni 2013. Geraadpleegd op 20 juni 2013.
7. 1 2 3  Communications, Emmis (August 1990). Orange Coast Magazine - Google Books. Geraadpleegd op 20 juni 2013.
8. ↑  EMI executive at Go-Go's concert Universal Amphitheater 1990 who wished to remain anonymous
9. ↑  Times, "Spokesman.com | Archives", Nl.newsbank.com, 8 november 1996. Geraadpleegd op 20 juni 2013.
10. ↑  JON MATSUMOTO, "Playing Rough - Los Angeles Times", Articles.latimes.com, 29 januari 2004. Geraadpleegd op 20 juni 2013.
11. ↑  Tangled - Jane Wiedlin | Songs, Reviews, Credits | AllMusic. AllMusic.
12. ↑  Discogs (Jane Wiedlin – Tangled).